# Bahnstrecke Friedberg–Hanau
| HLB ET 149 bei Ostheim (Kr. Hanau) |                         |                                            |                                            |
| Streckennummer (DB): | 3742                    |                                            |                                            |
| Kursbuchstrecke (DB): | 633                     |                                            |                                            |
| Kursbuchstrecke: | 169e (1934) 193f (1946) |                                            |                                            |
| Streckenlänge: | 32,2 km                 |                                            |                                            |
| Spurweite: | 1435 mm (Normalspur)    |                                            |                                            |
| Streckenklasse: | D4                      |                                            |                                            |
| Stromsystem: | 15 kV 16,7 Hz ~         |                                            |                                            |
| Streckengeschwindigkeit: | 120 km/h                |                                            |                                            |
| Zweigleisigkeit: | (durchgehend)           |                                            |                                            |
| |                         |                                            |                                            |
| \| \| \| von Kassel \| \| \| \| \| von Mücke \| \| \| \| 0,0 \| Friedberg (Hess) \| 148 m \| \| \| 0,9 \| Friedberg Gbf \| Friedberg Gbf \| \| \| \| Industrieanschlüsse \| \| \| \| \| \| \| \| \| \| nach Friedrichsdorf (Querung bis 1968) \| \| \| \| \| \| \| \| \| \| nach Frankfurt (niveaufrei) \| \| \| \| 1,4 \| Friedberg Hohl (Abzw) \| Friedberg Hohl (Abzw) \| \| \| \| L 3351 \| \| \| \| \| Wetter \| \| \| \| 4,9 \| Assenheim (Oberhess) \| Assenheim (Oberhess) \| \| \| \| Niddabrücke Assenheim \| \| \| \| 9,9 \| Erbstadt-Kaichen 1995 geschlossen \| Erbstadt-Kaichen 1995 geschlossen \| \| \| \| B 521 \| \| \| \| \| Nidderbrücke (L: 85 m; H: 12 m) \| \| \| \| \| von Lauterbach \| \| \| \| 15,5 \| Nidderau (ehem. Heldenbergen-Windecken) \| Nidderau (ehem. Heldenbergen-Windecken) \| \| \| \| nach Bad Vilbel \| \| \| \| 17,7 \| Ostheim (Kr. Hanau) \| Ostheim (Kr. Hanau) \| \| \| 21,7 \| Bruchköbel \| Bruchköbel \| \| \| ~25,3 \| Fliegerhorst Langendiebach \| Fliegerhorst Langendiebach \| \| \| \| A 66 \| \| \| \| \| Anschluss Gleisbauhof \| \| \| \| 26,8 \| Hanau Nord \| Hanau Nord \| \| \| \| ehem. nach Hüttengesäß \| \| \| \| \| Kinzig \| \| \| \| \| B 43 \| \| \| \| \| von Göttingen \| \| \| \| 30,4 \| Hanau Rauschwald (Abzw) \| Hanau Rauschwald (Abzw) \| \| \| \| nach Großkrotzenburg \| \| \| \| \| von Aschaffenburg \| \| \| \| \| von Eberbach \| \| \| \| 32,2 \| Hanau Hbf (Inselbahnhof) \| Hanau Hbf (Inselbahnhof) \| \| \| \| nach Frankfurt (Main) Hbf (südmainisch) \| \| \| \| \| nach Frankfurt (Main) Schlachthof (S-Bahn) \| \| \| \| \| nach Frankfurt (Main) Süd (nordmainisch) \| \| \| \| \| \| \| \| Quellen: [1][2] \| \| \| \| |                         |                                            |                                            |
| |                         | von Kassel                                 |                                            |
| Strecke · Strecke von links |                         | von Mücke                                  | von Mücke                                  |
| Kopfbahnhof Streckenanfang · Bahnhof · Bahnhof | 0,0                     | Friedberg (Hess)                           | 148 m                                      |
| Strecke · Strecke · Dienststation / Betriebs- oder Güterbahnhof | 0,9                     | Friedberg Gbf                              | Friedberg Gbf                              |
| Abzweig geradeaus und ehemals nach rechts · Strecke · Strecke |                         | Industrieanschlüsse                        | Industrieanschlüsse                        |
| |                         |                                            |                                            |
| Abzweig ehemals quer und nach rechts · Kreuzung geradeaus unten (Querstrecke außer Betrieb) · Abzweig geradeaus und ehemals nach rechts |                         | nach Friedrichsdorf (Querung bis 1968)     | nach Friedrichsdorf (Querung bis 1968)     |
| |                         |                                            |                                            |
| Kreuzung geradeaus unten und rechts · Abzweig geradeaus und nach rechts |                         | nach Frankfurt (niveaufrei)                | nach Frankfurt (niveaufrei)                |
| Abzweig geradeaus und von links · Strecke nach rechts | 1,4                     | Friedberg Hohl (Abzw)                      | Friedberg Hohl (Abzw)                      |
| Brücke |                         | L 3351                                     | L 3351                                     |
| Brücke über Wasserlauf |                         | Wetter                                     | Wetter                                     |
| Bahnhof | 4,9                     | Assenheim (Oberhess)                       | Assenheim (Oberhess)                       |
| Brücke über Wasserlauf |                         | Niddabrücke Assenheim                      | Niddabrücke Assenheim                      |
| ehemaliger Haltepunkt / Haltestelle | 9,9                     | Erbstadt-Kaichen 1995 geschlossen          | Erbstadt-Kaichen 1995 geschlossen          |
| Brücke |                         | B 521                                      | B 521                                      |
| Brücke über Wasserlauf |                         | Nidderbrücke (L: 85 m; H: 12 m)            | Nidderbrücke (L: 85 m; H: 12 m)            |
| Strecke · Strecke von links |                         | von Lauterbach                             | von Lauterbach                             |
| Bahnhof · Bahnhof | 15,5                    | Nidderau (ehem. Heldenbergen-Windecken)    | Nidderau (ehem. Heldenbergen-Windecken)    |
| Kreuzung geradeaus oben · Strecke nach rechts |                         | nach Bad Vilbel                            | nach Bad Vilbel                            |
| Haltepunkt / Haltestelle | 17,7                    | Ostheim (Kr. Hanau)                        | Ostheim (Kr. Hanau)                        |
| Bahnhof | 21,7                    | Bruchköbel                                 | Bruchköbel                                 |
| Abzweig geradeaus und von links | ~25,3                   | Fliegerhorst Langendiebach                 | Fliegerhorst Langendiebach                 |
| Strecke mit Straßenbrücke |                         | A 66                                       | A 66                                       |
| Abzweig geradeaus und nach links |                         | Anschluss Gleisbauhof                      | Anschluss Gleisbauhof                      |
| Bahnhof | 26,8                    | Hanau Nord                                 | Hanau Nord                                 |
| Abzweig geradeaus und ehemals nach links |                         | ehem. nach Hüttengesäß                     | ehem. nach Hüttengesäß                     |
| Brücke über Wasserlauf |                         | Kinzig                                     | Kinzig                                     |
| Brücke |                         | B 43                                       | B 43                                       |
| Strecke von links · Kreuzung geradeaus oben |                         | von Göttingen                              | von Göttingen                              |
| Strecke · Blockstelle | 30,4                    | Hanau Rauschwald (Abzw)                    | Hanau Rauschwald (Abzw)                    |
| Strecke · Abzweig geradeaus und nach links |                         | nach Großkrotzenburg                       | nach Großkrotzenburg                       |
| Strecke · Abzweig geradeaus und von links |                         | von Aschaffenburg                          | von Aschaffenburg                          |
| Strecke · Abzweig geradeaus und von links |                         | von Eberbach                               | von Eberbach                               |
| Bahnhof · Bahnhof | 32,2                    | Hanau Hbf (Inselbahnhof)                   | Hanau Hbf (Inselbahnhof)                   |
| Abzweig geradeaus und nach links · Kreuzung geradeaus oben und links |                         | nach Frankfurt (Main) Hbf (südmainisch)    | nach Frankfurt (Main) Hbf (südmainisch)    |
| Strecke nach links · Kreuzung geradeaus oben |                         | nach Frankfurt (Main) Schlachthof (S-Bahn) | nach Frankfurt (Main) Schlachthof (S-Bahn) |
| |                         | nach Frankfurt (Main) Süd (nordmainisch)   |                                            |
| |                         |                                            |                                            |
| Quellen: |                         |                                            |                                            |

Die Bahnstrecke Friedberg–Hanau ist eine 32,2 Kilometer lange, zweigleisige und elektrifizierte Eisenbahnhauptstrecke in Hessen. Sie verbindet die beiden Mittelstädte Friedberg (Hessen) und Hanau über Nidderau.
Die Strecke ist als Kursbuchstrecke 633 in den Rhein-Main-Verkehrsverbund (RMV) integriert und wird dort als Linie 49 geführt.

## Geschichte
Die Bahnstrecke wurde durch Gesetz vom 11. Juni 1873 genehmigt und von der Preußischen Staatsbahn in zwei Bauabschnitten eröffnet: der erste Abschnitt von Hanau nach Heldenbergen-Windecken (heute: Nidderau) am 1. Dezember 1879 und der zweite von Heldenbergen-Windecken zum Bahnhof Friedberg (Hessen) für den Güterverkehr am 15. September 1881 und für den Personenverkehr am 15. Oktober 1881.
Beim Bau der Nidderbrücke nördlich des heutigen Bahnhofs Nidderau kam es zweimal zum Einsturz von Gewölben: Am 18. September 1879 starb ein Arbeiter, bei dem zweiten Vorfall am 8. November 1879 starben acht Arbeiter.

## Bedeutung

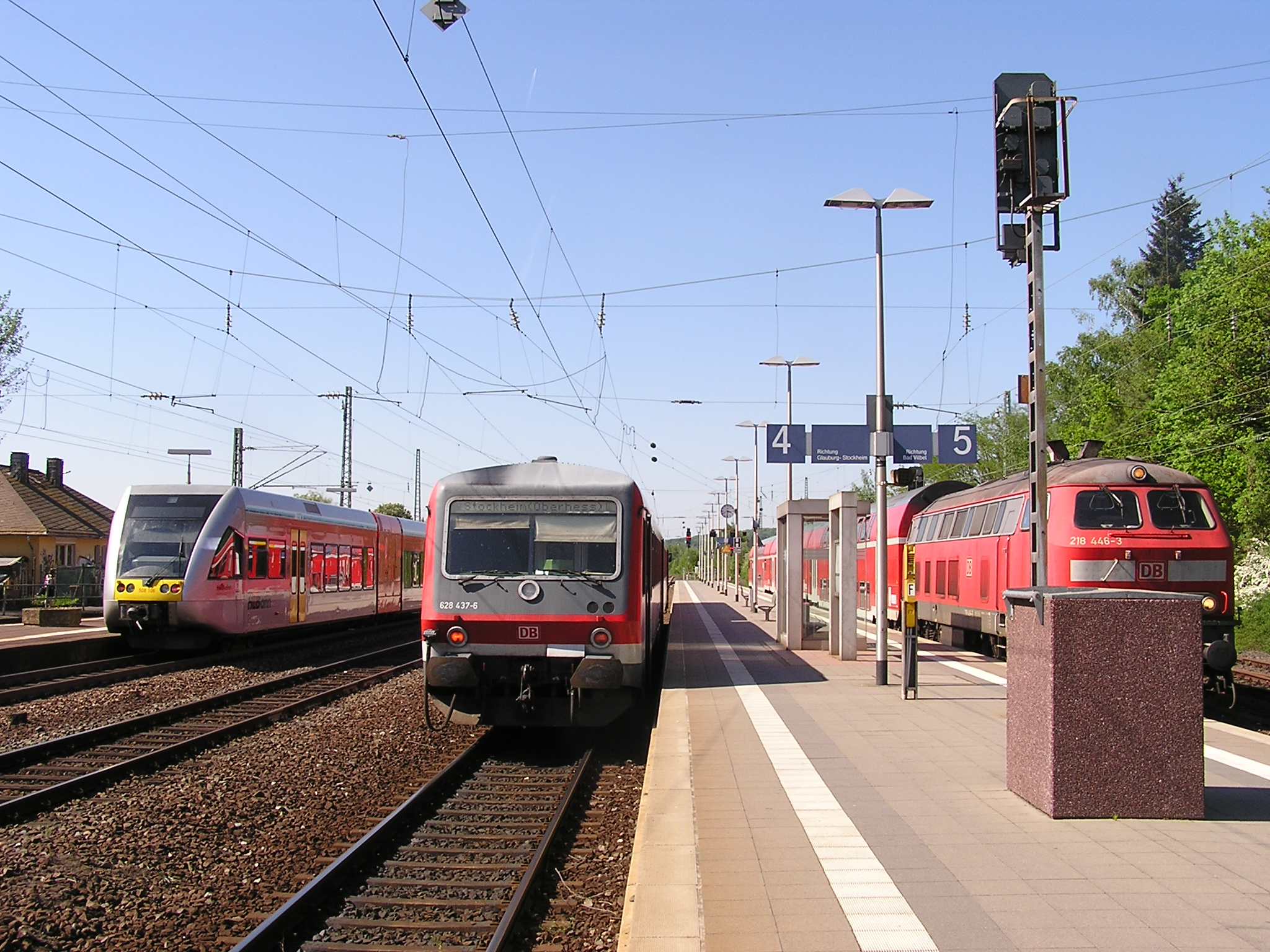
Zugbegegnung von GTW 2/6 und Zügen der Niddertalbahn im Bahnhof Nidderau

Die Bedeutung der Strecke liegt vorwiegend im Güterverkehr. Sie bildet einen Teil der Magistrale Ruhrgebiet–Bayern über die Ruhr-Sieg-Strecke, die Dillstrecke, von Gießen bis Friedberg über die Main-Weser-Bahn und weiter ab Hanau über die Main-Spessart-Bahn.
Bei betrieblichen Störungen oder Bauarbeiten, die aufgrund der hohen Auslastung der Main-Weser-Bahn zwischen Friedberg und Frankfurt gelegentlich vorkommen, wird die Strecke als Umleitungsstrecke genutzt. Dann fahren zeitweise auch IC- oder ICE-Züge dort.

## Betrieb und Fahrzeugeinsatz

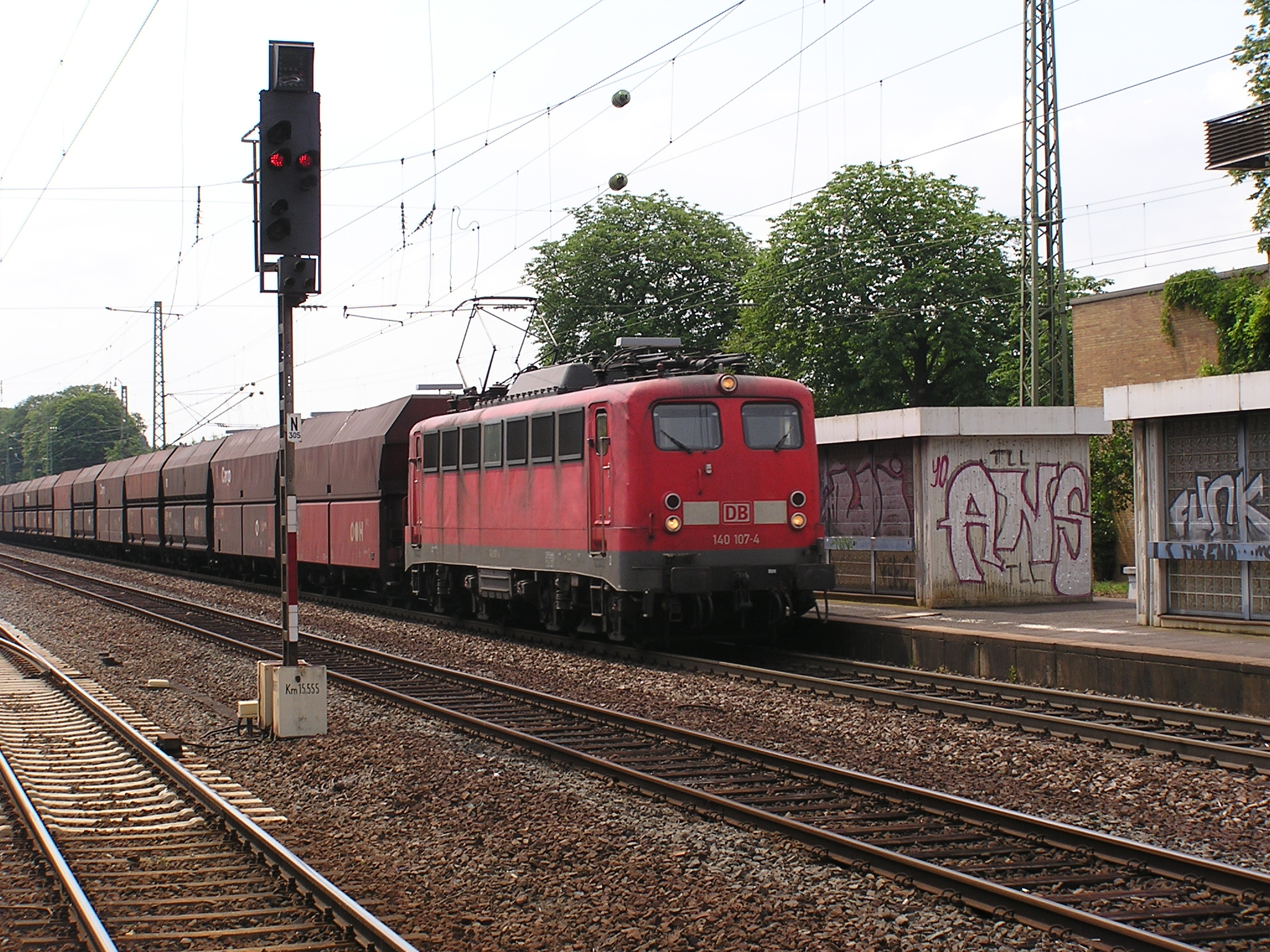
Güterzug in Nidderau

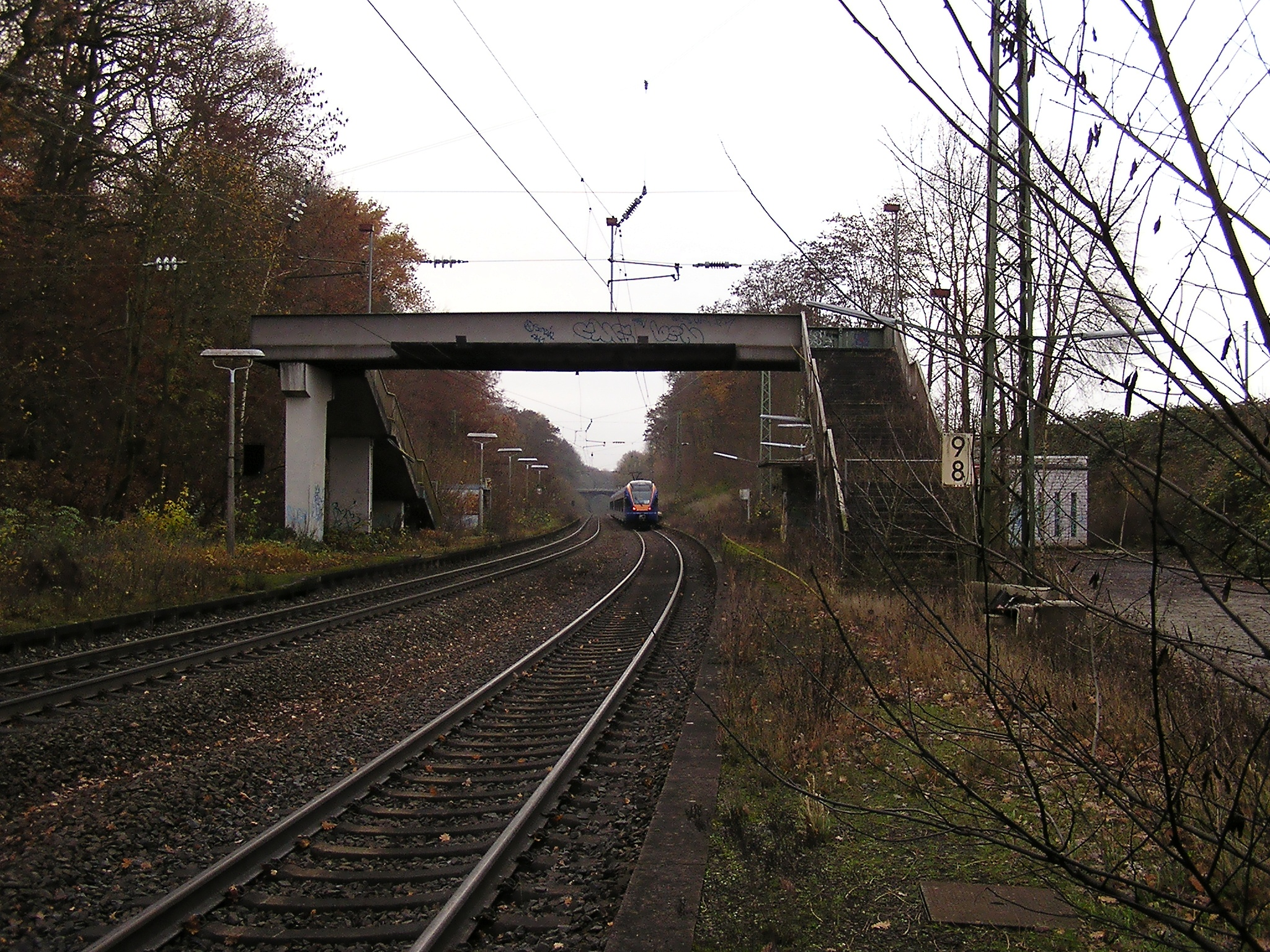
Ehemaliger Hp Erbstadt-Kaichen

Im Personenverkehr wird sie ausschließlich von Regionalbahnen der DB Regio Mitte (anfangs DB Regio Hessen) befahren. Als Rollmaterial wurden – da sich die Zulassung der Talent 2-Triebwagen von 2011 bis 2013 verzögerte – zunächst Wendezüge mit drei n-Wagen und einer Lok der Baureihe 143 eingesetzt. Ab etwa Januar 2013 kamen dann meist Triebwagen der Baureihe 425 aus dem Bestand des Mittelhessen-Express zum Einsatz. Seit dem 9. März 2013 verkehren die neuen Talent 2-Triebwagen auf der Strecke Gießen–Friedberg–Hanau. Bis Mitte November 2013 noch im Wechsel mit der Baureihe 425, kamen seit Dezember 2013 ausschließlich die neuen Züge des Typs Talent 2 zum Einsatz, und wurden ab 2019 wieder durch die Baureihe 425 abgelöst.
Mit dem Fahrplanwechsel 2012/2013 im Dezember 2012 wurde erstmals wieder der Wochenend- und Feiertagsverkehr aufgenommen und die Fahrten mit der Linie Friedberg–Gießen zu einer durchgehenden Linie 33 verbunden. Vom Ende der 1990er Jahre bis Mitte Dezember 2012 wurde die Strecke durch die Hessische Landesbahn, Standort Butzbach, bedient. Dadurch kamen trotz Oberleitung nur die Dieseltriebwagen GTW 2/6 zum Einsatz, im Jahr 2012 dann im Auftrag der DB Regio und mit eigenem DB-Personal.
Am 5. Februar 2017 kam es zwischen Friedberg und Nidderau zu einem Hochspannungsüberschlag von der Oberleitung in die elektronischen Anlagen der Strecke, woraufhin das elektronische Stellwerk in Friedberg für mehrere Tage außer Gefecht gesetzt wurde. Das Stellwerk an sich konnte binnen weniger Tage wieder repariert werden. Da die Reparaturen der Anlagen entlang der hier behandelten Strecke jedoch länger dauerten, war im Abschnitt zwischen Friedberg und Nidderau bis Mitte März ein Schienenersatzverkehr mit Bussen eingerichtet.
Seit Fahrplanwechsel 2023/24 betrieb die Hessische Landesbahn die RB49. Es sollen dort Neufahrzeuge der Baureihe 1440 zum Einsatz kommen, wegen Lieferschwierigkeiten betreibt die HLB die Linie jedoch weiterhin mit der Baureihe 442 der DB Regio Mitte, bis die Neufahrzeuge einsatzbereit sind. In Zukunft soll die RB49 nur noch den Abschnitt Friedberg–Hanau befahren, und nicht mehr wie bisher alle zwei Stunden weiter nach Gießen fahren. Im Schülerverkehr soll es noch Einzelleistungen bis Bad Nauheim geben. Die stündliche Bedienung aller Unterwegsbahnhöfe zwischen Friedberg und Gießen soll dann eine neue Linie RB37 Frankfurt–Gießen übernehmen, welche zu den Stunden verkehren soll, wo die RB40/41 (Frankfurt–Gießen–Dillenburg/Treysa) nicht überall hält.